# Kisumu (hạt)
Hạt Kisumu là một hạt thuộc tỉnh Nyanza ở Kenya. Theo điều tra dân số ngày 24 tháng 8 năm 1999, hạt này có dân số 504359 người. Hạt Kisumu có diện tích 919  km². Hạt lỵ đóng tại Kisumu.